# Cipadessa baccifera
Cipadessa es  un género monotípico de árboles  pertenecientes a la familia Meliaceae. Su única especie: Cipadessa baccifera es originaria de Asia.

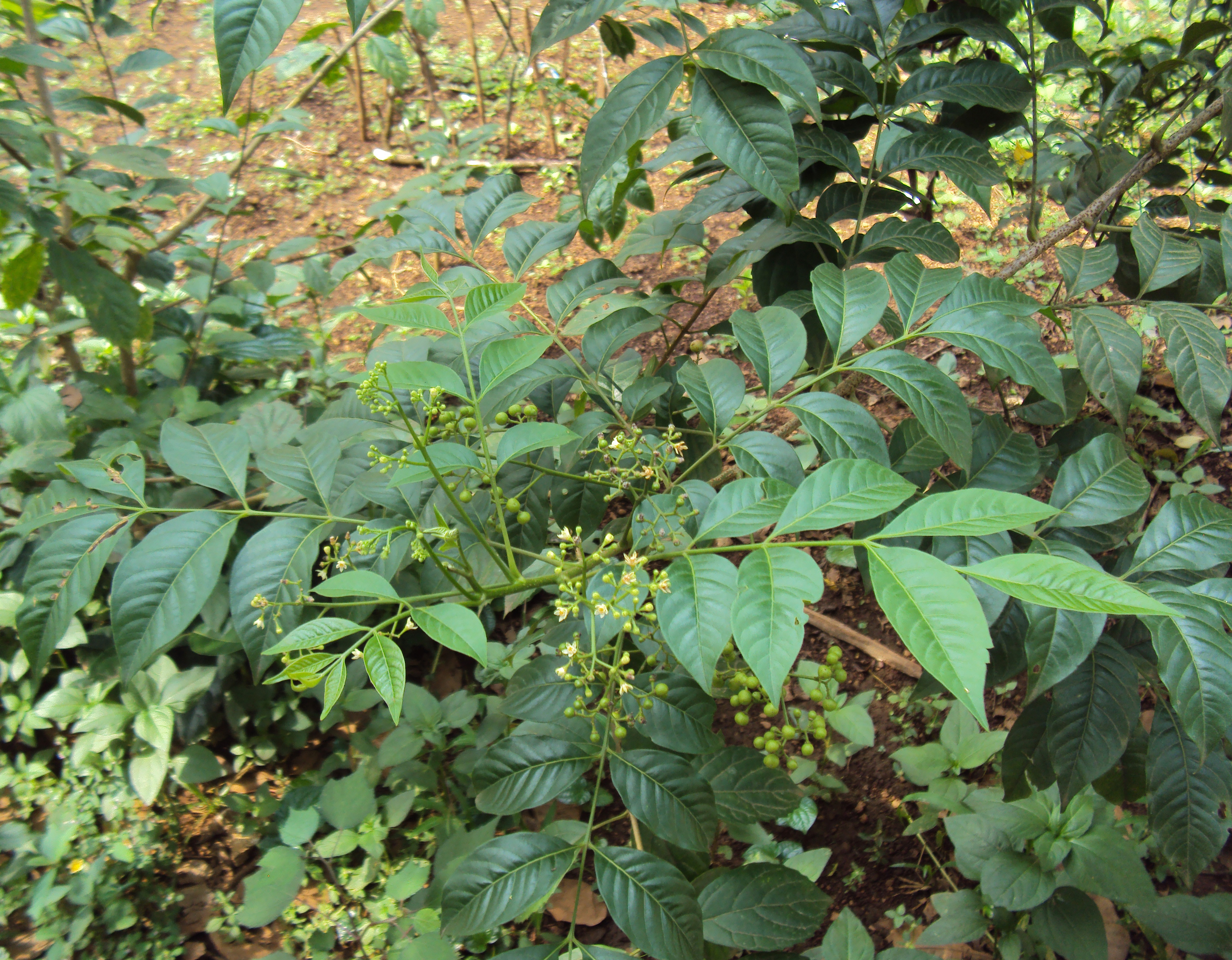
En su hábitat

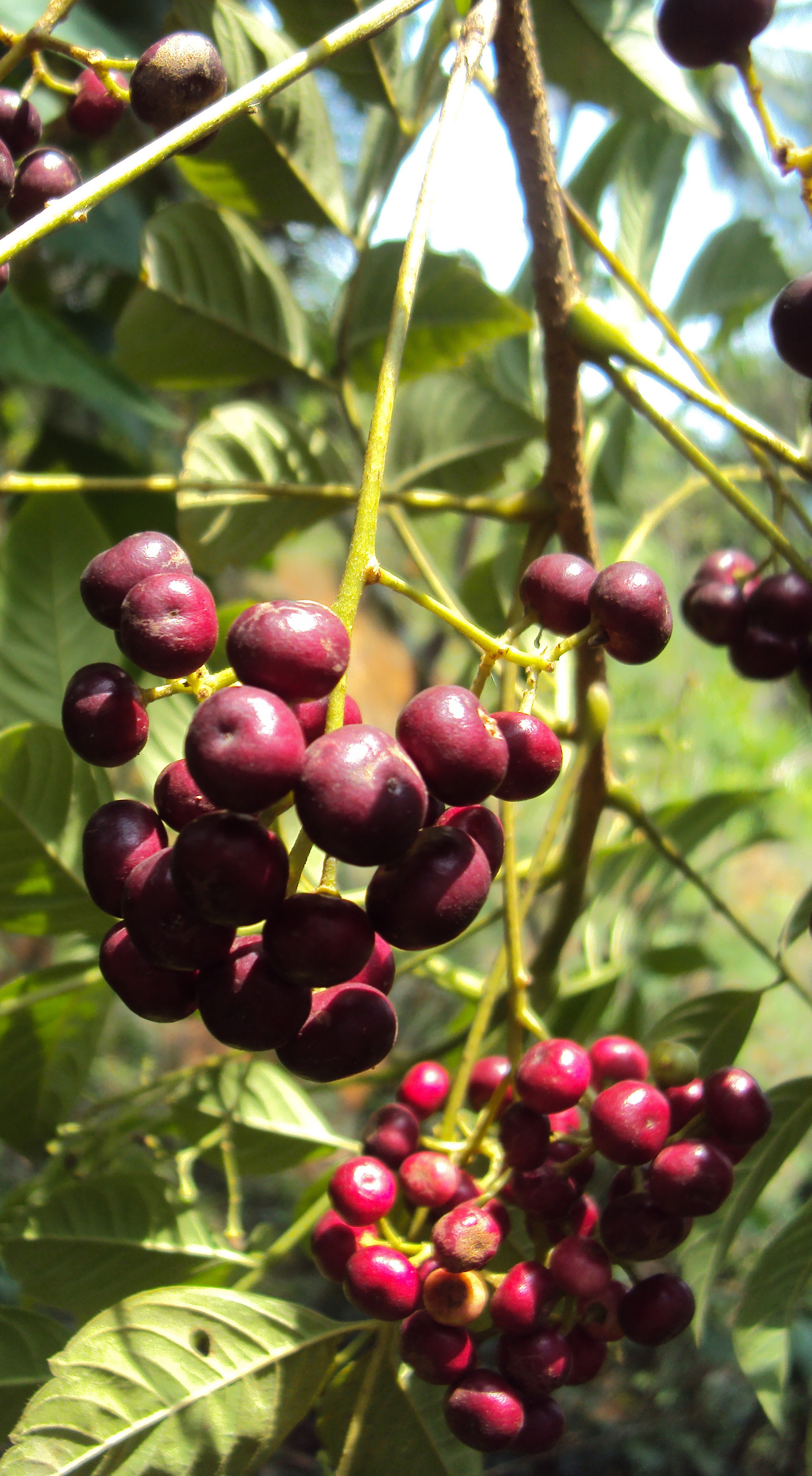
Frutos

## Descripción
Es un árbol o arbusto, por lo general de 1-4 (-10) m de altura. Corteza gruesa. Las ramas jóvenes grisáceo marrón, acanaladas, cubierta con pubescencia amarilla y escasas lenticelas blancas grisáceas. Hojas de 8-30 cm, pecíolos y raquis cilíndrico, glabras o cubiertas con tricomas amarillos; foliolos por lo general 9-13, hojas opuestas, foliolos ovados  a ovoide-oblonga, de 3.5-10 × 1.5-5 cm, basalmente más pequeños que en el ápice del raquis, papiráceas, ambas superficies cubiertas con adpreso pubescencia gris amarillento o envés pubescente sólo a lo largo de las venas y glabros adaxialmente, 8-10 nervios secundarios a cada lado del nervio central, base oblicua y redondeada, cuneadas, o ampliamente cuneada, margen serrado medio completo o apical, vértice acuminado agudo o mucronado. Inflorescencia de 8-15 cm, corimbosa; pedúnculo y ramas cubiertas de pubescencia amarilla. Flores de 3-4 mm de diámetro. Pedicelo 1-1.5 mm. Cáliz corto, fuera cubierto con pubescencia amarilla escasa. Pétalos blancos o amarillos, lineares a oblongo-elípticas, 2-3.5 mm, exterior cubierto con pubescencia rala. Fruta púrpura a negro al madurar, globosoa, de 4-5 mm de diam. Fl. De abril a octubre, fr. Agosto-Feb.

## Distribución y hábitat
Se encuentra en bosques y matorrales dispersos en las regiones montañosas; a una altitud de 200-2100 metros en Guangxi, Guizhou, Sichuan, Yunnan en China y en Bhután, India, Indonesia, Laos, Malasia, Nepal, Filipinas, Sri Lanka, Tailandia y Vietnam.

## Usos
Las hojas y raíces se usan con fines medicinales, el aceite de las semillas se usa para la fabricación de jabón.

## Taxonomía
Cipadessa baccifera fue descrita por (Roth) Miq. y publicado en Annales Museum Botanicum Lugduno-Batavi 4: 6. 1868.
Sinonimia
- Cipadessa baccifera var. sinensis Rahder & E.H.Wilson
- Cipadessa cinerascens (Pellegr.) Hand.-Mazz.
- Cipadessa fruticosa Blume
- Cipadessa fruticosa var. cinerascens Pellegr.
- Cipadessa sinensis (Rehder & E.H.Wilson) Hand.-Mazz.
- Cipadessa sinensis (Rehder & E.H. Wilson) E. Salisb.
- Cipadessa subscandens (Teijsm. & Binn.) Miq.
- Cipadessa warburgii G.Perkins
- Ekebergia indica Hornem. ex Hoffmanns.
- Ekebergia indica Roxb.
- Mallea integerrima Wall. ex Voigt
- Mallea rothii A.Juss.
- Mallea subscandens Teijsm. & Binn.
- Melia baccifera Roth	basónimo
- Rhus blinii H. Lév.